# Denis Pigott
Denis Pigott (né le 15 octobre 1946 en Australie) est une cavalier australien de concours complet.
Aux Jeux olympiques d'été de 1976, il remporte la médaille de bronze par équipe alors qu'il prend la 20e place de l'épreuve individuelle.